# Nephelodes mendica
Nephelodes mendica är en fjärilsart som beskrevs av Barnes och Arthur Ward Lindsey 1921. Nephelodes mendica ingår i släktet Nephelodes och familjen nattflyn. Inga underarter finns listade i Catalogue of Life.